# Molophilus (Molophilus) azuayensis
Molophilus (Molophilus) azuayensis is een tweevleugelige uit de familie steltmuggen (Limoniidae). De soort komt voor in het Neotropisch gebied.